# Rheobatrachus vitellinus
A Rheobatrachus vitellinus a kétéltűek (Amphibia) osztályának békák (Anura) rendjébe, a Myobatrachidae családba, azon belül a gyomorköltő békafélék (Rheobatrachus) nembe tartozó faj.

## Előfordulása
Ausztrália endemikus faja. Queensland állam középső partvidéki részén, a Eungella Nemzeti Park zavartalan esőerdeiben fedezték fel, 400–1000 m-es tengerszint feletti magasságban. Elterjedési területének mérete 500 km² volt.
A Rheobatrachus vitellinust 1984 januárjában fedezték fel. A faj elterjedési területén 1985 januárjáig gyakorinak számított, amikor a faj visszaszorulásának első jeleit észlelték alacsonyabb magasságokban, azaz kb. 400 m-en. A magasabb fekvésű területeken a békák 1985 márciusáig gyakoriak maradtak, de az év júniusában már nem voltak jelen. A faj felkutatására tett folyamatos erőfeszítések ellenére a Rheobatrachus vitellinust 1985 márciusa óta sem a Eungella Nemzeti Parkban, sem más helyeken nem észlelték.   A faj korábban a Eungella Nemzeti Parkból és a Mount Pelion State Forestből volt ismert, és magánterületeken nem jegyezték fel.

## Megjelenése
Nagytestű békafaj, testhossza elérheti a 8,5 cm-t. Háta barna, sötétebb barna foltokkal. A hasa fehér vagy szürke volt, az alsó felén sárga színnel. A pupillája függőleges, a szivárványhártya aranyszínű, végig határozott, vékony fekete erezettel. Mellső lábának ujjai között nem volt úszóhártya, a hátsókon teljes méretű úszóhártya volt, ujjai végén apró korongok voltak. Egyike volt annak a három ausztráliai békafajnak, amelyről ismert, hogy szinte teljes egészében vízben él; nagy szemei, nagyon rövid orra és teljesen úszóhártyás lábujjai mind a víz alatti élethez való alkalmazkodásra utalnak.

## Életmódja
A Rheobatrachus vitellinus többnyire éjszakai életmódot folytatott. Esőzések idején gyakran volt megtalálható a patakokban és azok környékén lévő köveken.
A Rheobatrachus vitellinus a nőstény gyomrában költötte kicsinyeit, és a szájon keresztül szülte őket, hasonlóan a Rheobatrachus silus fajhoz. Nincs feljegyzés arról, hogy a petket a megtermékenyítés és az azt követő lenyelés előtt a szárazföldön vagy a vízben rakták-e le. A petéket körülvevő kocsonyában jelen volt a Prostaglandin E nevű hormon, amely gátolta a gyomorsavak kiválasztását a költő nőstényben, így az képtelenné vált a táplálkozásra. A Rheobatrachus vitellinus esetében a gyomorban nincsenek jelentősebb szerkezeti változások, ellentétben a Rheobatrachus silus fajjal, ami a gyomorban való költés evolúciójának kettősségére utal. A Rheobatrachus vitellinus gyomorban történő költésének biokémiai és fiziológiai adaptációi továbbra sem ismertek. A teljesen átalakult kis békák január-február hónapban születtek meg regurgitáció útján.
Az egyetlen dokumentált esetben 22 kis béka alakult át egyetlen nőstény gyomrában. A begyűjtéskor a nőstény gyomra a jelentések szerint erősen fel volt puffadva, és a közúti szállítás során az egyed szülni kezdett. A szülés körülbelül 34 órán át tartott. Az ivadékok a víz alatt születtek, bár nem tudni, hogy ez a víz alatti szülés természetes jelenség volt-e, vagy a nőstény tartási körülményeinek következménye volt.

## Természetvédelmi helyzete
A vörös lista a kihalt fajok között tartja nyilván.
Miután a fajt 1984-ben felfedezték, egy megfigyelési program során megállapították, hogy a Rheobatrachus vitellinus egész elterjedési területén meglehetősen gyakori, egy 2 x 5 m-es patakban akár hat egyedet is találtak. A faj megtalálására tett folyamatos erőfeszítések ellenére azonban 1985 márciusa óta nem észlelték sem a Eungella Nemzeti Parkban, sem más helyeken. McDonald 1990-es kutatásai során nem talált egyértelmű bizonyítékot arra, hogy az évszakos periodikus eltűnés, a túlzott gyűjtés, a ragadozók, az aszály, az áradások, az élőhely pusztulása, a betegségek, a nagy parazitaterhelés vagy az adatgyűjtés céljából történő kezelés miatti stressz lenne felelős a populáció csökkenéséért. Úgy vélték, hogy az 1984–1985-ben megfigyelt csökkenés természetes populációingadozás lehetett, és a megmaradt egyedek rejtett menedékhelyekre vonultak vissza. Az ilyen populációingadozások mértéke nem ismert, de más ausztrál békafajok esetében nagy létszámingadozásokra van bizonyíték.